# Nela Kuburović-Kisić

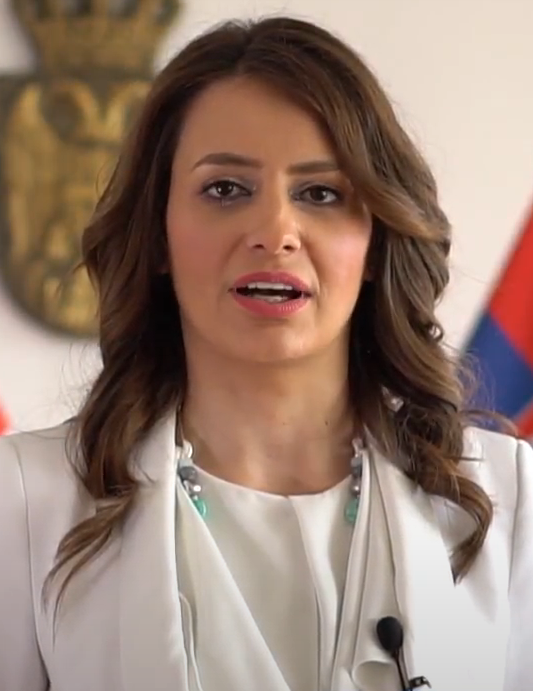
Nela Kuburović-Kisić (2018)

Nela Kuburović-Kisić (serbisch-kyrillisch Нела Кубуровић-Кисић; * 7. April 1982 in Sarajevo als Nela Kuburović) ist eine serbische Politikerin (SNS). Von 2016 bis 2020 war sie die serbische Justizministerin.

## Leben und Wirken
Kuburović-Kisić studierte Rechtswissenschaften an der Universität Belgrad, wo sie 2005 ihren Abschluss machte. Ab 2006 arbeitete sie als Assistenzrichterin am Gerichtshof von Belgrad. Nach Bestehen der Anwaltsprüfung wechselte sie 2008 ins serbische Justizministerium. Dort hatte sie verschiedene Stellungen inne und war parallel am Hohen Rat der Justiz tätig, wo sie in der Abteilung für Gesetzgebung und ab 2013 in der Abteilung für die Stellung von Richtern arbeitete. 2014 wurde sie zur stellvertretenden Justizministerin unter Nikola Selaković ernannt. Im zweiten Kabinett von Aleksandar Vučić wurde sie 2016 zur Justizministerin der Republik Serbien ernannt. Nach der Wahl von Aleksandar Vučić und der damit notwendig werdenden Kabinettsbildung im Juni 2017 behielt Kuburović-Kisić im Kabinett Brnabić I ihren Posten als Justizministerin. Im November 2017 wurde sie auf dem Parteitag der SNS ins Präsidium der Partei gewählt. Zur Geburt ihrer Tochter im Juni 2020 zog Kuburović-Kisić sich zunächst aus der Politik zurück. Im Juli 2017 wurde sie zur neuen Botschafterin Serbiens in Schweden ernannt. Seit 2024 widmet sie sich ihrer in diesem Jahr gegründeten Beratungsfirma ICQ Smart.
Kuburović-Kisić ist verheiratet mit dem serbischen Unternehmer Boris Kisić, dem Bruder der ehemaligen serbischen Arbeits- und Gesundheitsministerin Darija Kisić, und Mutter einer Tochter.